# Kapitulacija Japonskega cesarstva
Japonski cesar Hirohito je 15. avgusta 1945 napovedal predajo Japonskega cesarstva, premirje pa je uradno podpisal 2. septembra 1945, s čimer se je končala druga svetovna vojna. Do konca julija 1945 cesarska japonska mornarica (IJN) ni mogla več voditi večjih operacij, neizbežna je bila tudi zavezniška invazija na Japonsko. Združene države Amerike so skupaj z Združenim Kraljestvom in Kitajsko na  Potsdamski konferenci 26. julija 1945 pozvale k brezpogojni predaji japonskih oboroženih sil. Kljub opozorilu se Japonska ni hotela predati in je še naprej nadaljevala boje. To je povzročilo veliko skrbi, da bi vojna trajala še dlje časa in da bi s tem bile povzročene še dodatne smrtne žrtve. Zavezniki so kot eno izmed zadnjih možnosti h pozivom k predaji sprejeli napad na Japonsko z jedrskimi bombami, medtem, ko se je Sovjetska zveza prav tako začela pripravljati na napad na Japonsko. 

## Jedrski napadi
6. avgusta 1945 ob 8:16 so Združene države Amerike odvrgle atomsko jedrsko bombo nad japonskim mestom Hirošima. Šestnajst ur pozneje je ameriški predsednik Harry S. Truman ponovno pozval Japonsko k predaji in jih posvaril, da lahko iz zraka pričakujejo dež ruševin, kakršnega na tej zemlji še niso videli, če ne bodo sprejeli predaje. Pozno zvečer 8. avgusta 1945 je Sovjetska zveza v skladu s sporazumi na jaltski konferenci, vendar v nasprotju s sovjetsko-japonskim paktom o nevtralnosti napovedala vojno. Kmalu po polnoči 9. avgusta 1945 pa je Sovjetska zveza napadla cesarsko japonsko marionetno državo Mandžukuo. Ob 11:01 uri 9. avgusta so ZDA odvrgle drugo atomsko jedrsko bombo, tokrat na japonsko mesto Nagasaki. Po vseh teh dogodkih je posredoval cesar Hirohito, ki je ukazal japonskemu vrhovnemu svetu za vodenje vojne naj nemudoma sprejme pogoje zaveznikov s potsdamske konference za konec vojne. Po še nekaj dneh pogajanj in neuspešnem državnem udaru, je cesar Hirohito 15. avgusta posnel radijski nagovor, v katerem je napovedal brezpogojno predajo Japonske zaveznikom. 

## Premirje
28. avgusta so zavezniške sile začele z okupacijo Japonske. Slovesnost o predaji je bila 2. septembra 1945 na krovu bojne ladje ameriške mornarice USS Missouri, na kateri so uradniki japonske vlade podpisali japonski dokument o predaji in s tem končali drugo svetovno vojno. Vendar pa so izolirani vojaki in osebje iz japonskih daljnosežnih sil po vsej Aziji in Pacifiku več mesecev in let po podpisu premirja zavračali predajo, nekateri so se predali komaj leta 1970. O vlogi atomskih bombnih napadov pri brezpogojni predaji Japonske in o kritikah obeh napadov se še vedno razpravlja. Vojno stanje se je uradno končalo z 28. aprilom 1952, ko je začela veljati San Franciška pogodba. Minila so še štiri leta, preden sta Japonska in Sovjetska zveza podpisali skupno sovjetsko-japonsko izjavo iz leta 1956, ki je uradno končala njuno vojno stanje. 